# Willi Ruge

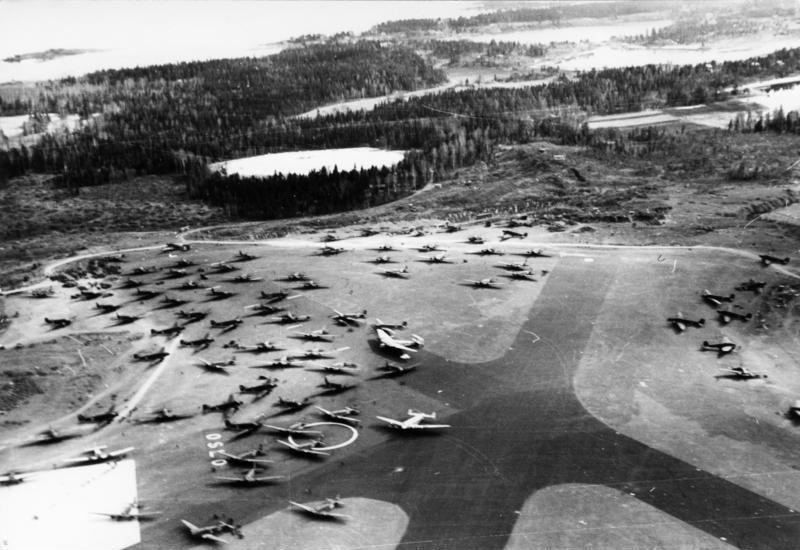
Aeropuerto de Fonerbu en Noruega, 1940

Willi Ruge (23 de octubre de 1892 - 6 de febrero de 1961) fue un fotógrafo alemán, que destacó por su realización de fotografía aérea entre 1914 y 1945.
Comenzó su trabajo como fotoperiodista durante la Primera Guerra Mundial y posteriormente realizó reportajes sobre la situación en las calles en la postguerra; uno de sus primeros trabajos de este tipo lo realizó durante la revuelta de Hamburgo durante la Revolución de Noviembre.
Era colaborador del Berlíner Illustrirten Zeitung y del Münchner Illustrierten Presse con los que realizó diferentes reportajes.
Su afición por la aviación le permitió trabajar desde aeronaves y practicar el paracaidismo. Algunas de sus fotografías más conocidas están ligadas a este hecho como el reportaje realizado durante su bajada en paracaídas que apareció en 1929 en la exposición Film und Foto. 
Durante la Segunda Guerra Mundial vuelve a ser corresponsal para la aviación alemana. En uno de los incidentes de la misma quedó destruido su archivo fotográfico. Al finalizar la misma tiene que dedicarse a los reportajes por encargo, por ello se trasladó en 1949 a Múnich y poco más de año después a Offenburg donde encontró trabajo en una editorial y vivió el resto de su vida.